# 廣重撞擊坑
廣重撞擊坑（英語：Hiroshige）是水星上位於 13 S, 27 W 的撞擊坑。直徑138 km。以日本知名浮世繪畫家歌川廣重命名。

## 外部連結
- USGS介紹 （页面存档备份，存于）